# Weverse
Weverse (estilizado como WeVerse) es una aplicación móvil y página web creada por la compañía de entretenimiento surcoreana HYBE. Se especializa en alojar contenido multimedia y facilitar la comunicación artista-fanático para músicos. Su app de comercio electrónico complementaria, Weverse Shop (conocida anteriormente como Weply), se encarga del manejo de suscripciones para acceder al contenido prémium de Weverse, al igual que permite a los usuarios comprar productos y mercancía oficial de los artistas que forman parte de la plataforma .
Hasta marzo de 2020, Weverse tenía 1.4 millones de usuarios activos diarios, mientras que Weverse Shop tenía más de 1.8 millones de usuarios de 200 países.

## Desarrollo
El software fue desarrollado por beNX, una subsidiaria tecnológica de HYBE, que se especializa en plataformas digitales y servicio al cliente. En sus inicios fue nombrada como Universe, siendo TXT el grupo pionero en dicha plataforma hasta antes del cambio de su nombre a Weverse.  De acuerdo con el presidente de beNX, Seo Wooseok, la aplicación fue desarrollada para ofrecer una plataforma para que artistas de K-pop interactúen con los fanáticos a un nivel más personal que el ofrecido por sitios como Youtube o Twitter, que se enfocan más en la entrega del contenido que en la comunicación.

## Contenido
| Artistas en Weverse | Artistas en Weverse                | Artistas en Weverse      |
| Artista             | Sello discográfico                 | Fecha de inscripción     |
| ------------------- | ---------------------------------- | ------------------------ |
| BTS                 | Big Hit Music                      | 11 de junio de 2019      |
| Tomorrow X Together | Big Hit Music                      | 31 de enero de 2019      |
| Seventeen           | Pledis Entertainment               | 17 de marzo de 2020      |
| Enhypen             | Belift Lab                         | 5 de junio de 2020       |
| CL                  | Konnect Entertainment              | 28 de septiembre de 2020 |
| P1Harmony           | FNC Entertainment                  | 5 de octubre de 2020     |
| Weeekly             | IST Entertainment                  | 12 de octubre de 2020    |
| Sunmi               | Abyss Company                      | 19 de octubre de 2020    |
| Henry Lau           | Monster Entertainment Group        | 26 de octubre de 2020    |
| Dreamcatcher        | Dreamcatcher Company               | 9 de noviembre de 2020   |
| Gracie Abrams       | Interscope Records                 | 25 de noviembre de 2020  |
| Cherry Bullet       | FNC W                              | 6 de enero de 2021       |
| New Hope Club       | Steady Records / Hollywood Records | 1 de febrero de 2021     |
| Alexander 23        | Interscope Records                 | 15 de febrero de 2021    |
| Mirae               | DSP Media                          | 15 de marzo de 2021      |
| Treasure            | YG Entertainment                   | 29 de marzo de 2021      |
| Jeremy Zucker       | Republic Records                   | 19 de abril de 2021      |
| PrettyMuch          | Sire Records                       | 3 de mayo de 2021        |
| Woo!ah!             | NV Entertainment                   | 17 de mayo de 2021       |
| Max                 | Colour Vision Records              | 31 de mayo de 2021       |
| F.T. Island         | FNC Entertaiment                   | 7 de junio de 2021       |
| Everglow            | Yuehua Entertainment               | 15 de junio de 2021      |
| iKon                | 143 Entertainment                  | 21 de junio de 2021      |
| Just B              | Bluedot Entertainment              | 28 de junio de 2021      |
| Blackpink           | YG Entertainment                   | 2 de agosto de 2021      |
| STAYC               | High Up Entertainment              | 9 de agosto de 2021      |
| Lil Huddy           | Interscope Records                 | 23 de agosto de 2021     |
| Purple Kiss         | RBW                                | 30 de agosto de 2021     |
| Fromis 9            | Pledis Entertainment               | 6 de septiembre de 2021  |
| Winner              | YG Entertainment                   | 18 de octubre de 2021    |
| Oneus               | RBW                                | 25 de octubre de 2021    |
| Ravi                | Groovl1n                           | 17 de enero de 2022      |
| Kim Junsu           | Palm Tree Island                   | 24 de enero de 2022      |
| Verivery            | Jellyfish Entertainment            | 7 de febrero de 2022     |
| Up10tion            | TOP Media                          | 14 de febrero de 2022    |
| Lee Jin-hyuk        | TOP Media                          | 21 de febrero de 2022    |
| Prikil              | FNC Entertainment Japan            | 8 de marzo de 2022       |
| XG                  | XGALX                              | 14 de marzo de 2022      |
| Le Sserafim         | Source Music                       | 28 de marzo de 2022      |
| Blitzers            | Wuzo Entertainment                 | 6 de abril de 2022       |
| Kingdom             | GF Entertainment                   | 20 de abril de 2022      |
| Yoon Ji-sung        | DG Entertainment                   | 25 de abril de 2022      |
| Baekho              | Pledis Entertainment               | 4 de mayo de 2022        |
| Hwang Min-hyun      | Pledis Entertainment               | 4 de mayo de 2022        |
| Apink               | IST Entertainment                  | 23 de mayo de 2022       |
| Victon              | IST Entertainment                  | 26 de mayo de 2022       |
| TNX                 | P Nation                           | 30 de mayo de 2022       |
| Secret Number       | Vine Entertainment                 | 2 de junio de 2022       |
| &Team               | Hybe Labels Japan                  | 8 de junio de 2022       |
| Tri.be              | TR Entertainment                   | 13 de junio de 2022      |
| Rocket Punch        | Woollim Entertainment              | 16 de junio de 2022      |
| Hyolyn              | Bridʒ                              | 20 de junio de 2022      |
| ATBO                | IST Entertainment                  | 23 de junio de 2022      |
| OnlyOneOf           | 8D Entertainment                   | 27 de junio de 2022      |
| Golden Child        | Woollim Entertainment              | 30 de junio de 2022      |
| Zico                | KOZ Entertainment                  | 20 de julio de 2022      |
| TFN                 | MLD Entertainment                  | 1 de agosto de 2022      |
| Oh My Girl          | WM Entertainment                   | 4 de agosto de 2022      |
| CNBLUE              | FNC Entertainment                  | 8 de agosto de 2022      |
| Billlie             | Mystic Story                       | 22 de agosto de 2022     |
| Weverse Zone        | Weverse                            | 16 de septiembre de 2022 |
| B.I.G               | GH Entertainment                   | 19 de septiembre de 2022 |
| 3YE                 | GH Entertainment                   | 6 de octubre de 2022     |
| AKMU                | YG Entertainment                   | 13 de octubre de 2022    |
| Minzy               | MZ Entertainment                   | 17 de octubre de 2022    |
| Kim Woo-seok        | TOP Media                          | 20 de octubre de 2022    |
| Wheein              | The L1ve                           | 9 de noviembre de 2022   |
| B1A4                | WM Entertainment                   | 10 de noviembre de 2022  |
| Park Bo-young       | BH Entertainment                   | 11 de noviembre de 2022  |
| Lee Hi              | AOMG                               | 14 de noviembre de 2022  |
| BamBam              | Abyss Company                      | 17 de noviembre de 2022  |
| ONF                 | WM Entertainment                   | 24 de noviembre de 2022  |
| Big Bang            | YG Entertainment                   | 28 de noviembre de 2022  |
| VIXX (Leo & Ken)    | Jellyfish Entertainment            | 1 de diciembre de 2022   |
| The Boyz            | IST Entertainment                  | 16 de enero de 2023      |
| Kim Seon-ho         | S.A.L.T Entertainment              | 19 de enero de 2023      |
| Yurina Hirate       | Naeco                              | TBA 2023                 |
| BtoB                | Cube Entertainment                 | TBA 2023                 |
| Pentagon            | Cube Entertainment                 | TBA 2023                 |
| Lightsum            | Cube Entertainment                 | TBA 2023                 |

### Ex
| Artista     | Sello discográfico    | Fecha de inscripción    |
| ----------- | --------------------- | ----------------------- |
| GFriend     | Source Music          | 12 de agosto de 2019    |
| NU'EST      | Pledis Entertainment  | 8 de septiembre de 2020 |
| Letteamor   | Potluck Entertainment | 12 de abril de 2021     |
| Mad Monster | Mad Entertainment     | 5 de julio de 2021      |